# Tiszasüly
Tiszasüly är en ort i Ungern.   Den ligger i provinsen Jász-Nagykun-Szolnok, i den centrala delen av landet, 100 km öster om huvudstaden Budapest. Tiszasüly ligger 85 meter över havet och antalet invånare är 1 737.
Terrängen runt Tiszasüly är mycket platt. Runt Tiszasüly är det ganska glesbefolkat, med 34 invånare per kvadratkilometer. Närmaste större samhälle är Jászkisér, 15,6 km nordväst om Tiszasüly. Trakten runt Tiszasüly består till största delen av jordbruksmark.